# Katharina Maisch
Katharina Maisch (* 12. Juni 1997 in Bad Urach, Baden-Württemberg) ist eine deutsche Leichtathletin, die sich auf das Kugelstoßen spezialisiert hat.

## Berufsweg
Maisch machte 2016 Abitur am Dietrich-Bonhoeffer-Gymnasium in Metzingen. Danach wurde sie Sportsoldatin in einer Sportfördergruppe der Bundeswehr. Von September 2015 bis August 2016 war Maisch im Rahmen eines Bundesfreiwilligendienstes auf der Geschäftsstelle des Württembergischen Leichtathletik-Verbandes tätig.

## Sportliche Karriere
Katharina Maisch war zunächst Mehrkämpferin. Nach einem Ermüdungsbruch im Schienbein konnte sie eine Zeitlang nur noch Wurfdisziplinen ausüben und entdeckte ihr Faible für das Kugelstoßen.
Im Winter 2013/14 wechselte sie von der Rückenstoß- bzw. Angleittechnik zur Drehtechnik und übertraf gleich mehrmals in der Hallensaison die 15-Meter-Marke. In der Freiluftsaison 2014 kam Maisch bei den Deutschen U18-Meisterschaften auf den 3. Platz. Mit der 3-kg-Kugel erzielte sie eine persönliche Bestweite von 17,14 m und platzierte sich damit in der deutschen U18-Bestenliste auf Rang 4, in der U18-Weltbestenliste rückte sie auf den siebten Platz.
2015 erreichte Maisch bei ihren ersten Deutschen Meisterschaften der Aktiven den siebten Platz und wurde Deutsche U20-Vizemeisterin.
2016 kam sie bei den Deutschen Meisterschaften auf Rang 10 und belegte bei den Deutschen U23-Meisterschaften den dritten Platz. Maisch hatte zwar mehrfach die Norm für die U20-Weltmeisterschaften in Bydgoszcz übertroffen, wurde aber nicht für einen der zwei Startplätze berücksichtigt. Am Jahresende stand sie auf Rang fünf in der U20-Weltbestenliste sowie auf Rang zwei in der deutschen U20-Liste.
2017 konnte sich Maisch durch die Umstellung von der ¾-Drehung auf die Drehstoßtechnik bereits bei den Deutschen Hallenmeisterschaften auf 17,11 m steigern und damit den dritten Platz erringen. Damit empfahl sie sich für einen Einsatz beim Winterwurf-Europacup, wo sie mit der U23-Mannschaft siegte und selbst im Einzel auf den 4. Rang kam. Jeweils den 5. Platz belegte Maisch bei den Deutschen U23-Meisterschaften und den Deutschen Meisterschaften. Am Jahresende zog sie nach Chemnitz zum dortigen Bundesstützpunkt, um bei Sven Lang trainieren zu können.
2018 kam Maisch bei den Deutschen Hallenmeisterschaften auf den 5. Platz und siegte beim Winterwurf-Europacup im Kugelstoßen der U23. Bei den Deutschen Meisterschaften erreichte sie auf den fünften Platz.
2019 holte sie bei den Deutschen Hallenmeisterschaften den 5. Platz, siegte beim Winterwurf-Europacup in Šamorín mit der Mannschaft und kam dort im Einzel auf den 6. Platz. Jeweils Vizemeisterin wurde Maisch bei den Deutschen Hochschulmeisterschaften, den Deutschen U23-Meisterschaften sowie bei den U23-Europameisterschaften in Gävle. Die Deutschen Meisterschaften schloss sie auf Rang fünf ab und bei den Militärweltspielen in Wuhan kam sie auf den 6. Platz.
2020 wurde Maisch mit persönlicher Bestleistung von 17,98 m Deutsche Hallenvizemeisterin. Die COVID-19-Pandemie verhinderte den planmäßigen Beginn der Freiluftsaison. Maisch ging aber auch bei den verspätet durchgeführten Deutschen Meisterschaften nicht an den Start.
2021 holte sie wieder Bronze bei den Deutschen Hallenmeisterschaften, kam aber bei den Halleneuropameisterschaften in Toruń mit 17,93 m nicht über die Qualifikation hinaus. Mit persönlicher Bestleistung von 18,13 m wurde sie Deutsche Vizemeisterin und erfüllte beim Abendsportfest des SC Neubrandenburg mit erneuter Steigerung auf 18,51 m die Norm für die Olympischen Spiele in Tokio, und auch ihre beiden weiteren gültigen Stöße auf 18,36 und 18,37 wären Bestleistung gewesen.
Katharina Maisch wurde nach ihren Erfolgen im Jahr 2016 in den B-Kader und in das Junior-Elite-Team des Deutschen Leichtathletik-Verbandes (DLV) aufgenommen. Seit der Leistungssportreform ist sie im Perspektivkader des DLV.

## Vereinsmitgliedschaften und Trainer
Maisch startet seit 1. Januar 2020 für den LV 90 Erzgebirge. Ihr Heim- und Bundestrainer ist Sven Lang. Zuvor war sie beim TuS Metzingen bei Trainer Uwe Euchner. Ihr erster Verein war die LG Neckar-Erms mit Trainerin Christine Lichtl.

## Ehrungen
- 2017: „Molly Schauffele“-Preis für herausragende Leistungen im Vorjahr.[3]

## Bestwerte
Leistungsentwicklung
| Kugel | Halle          | Freiluft       |
| ----- | -------------- | -------------- |
| 2012  | 14,33 m (3 kg) | 14,54 m (3 kg) |
| 2013  | 15,10 m (3 kg) | 13,91 m (3 kg) |
| 2014  | 15,80 m (3 kg) | 17,14 m (3 kg) |
| 2014  | 13,95 m        | 13,93 m        |
| 2015  | 14,90 m        | 15,86 m        |
| 2016  | 16,01 m        | 16,65 m        |
| 2017  | 17,11 m        | 16,98 m        |
| 2018  | 16,69 m        | 17,46 m        |
| 2019  | 17,77 m        | 17,93 m        |
| 2020  | 17,98 m        | –              |
| 2021  | 18,12 m        | 18,51 m f1     |

Persönliche Bestleistungen
(Stand: 17. Juni 2021)
Halle
- 15,80 m (3 kg), Karlsruhe, 25. Januar 2014
- 18,12 m (4 kg), Chemnitz, 24. Januar 2021

Freiluft
- 17,14 m (3 kg), BO-Wattenscheid, 8. August 2014
- 18,51 m (4 kg), Neubrandenburg, 16. Juni 2021

## Erfolge
national
- 2014: 3. Platz Deutsche U18-Meisterschaften
- 2015: 7. Platz Deutsche Meisterschaften
- 2015: Deutsche U20-Vizemeisterin
- 2015: 4. Platz Deutsche U23-Meisterschaften
- 2016: 10. Platz Deutsche Meisterschaften
- 2016: 3. Platz Deutsche U23-Meisterschaften
- 2017: 3. Platz Deutsche Hallenmeisterschaften
- 2017: 5. Platz Deutsche U23-Meisterschaften
- 2017: 5. Platz Deutsche Meisterschaften
- 2018: 5. Platz Deutsche Hallenmeisterschaften
- 2018: 3. Platz Deutsche U23-Meisterschaften
- 2018: 5. Platz Deutsche Meisterschaften
- 2019: 4. Platz Deutsche Hallenmeisterschaften
- 2019: Deutsche Hochschulvizemeisterin
- 2019: Deutsche U23-Vizemeisterin
- 2019: 5. Platz Deutsche Meisterschaften
- 2020: Deutsche Hallen-Vizemeisterin
- 2021: 3. Platz Deutsche Hallenmeisterschaften
- 2021: 3. Platz Deutsche Meisterschaften

international
- 2017: 1. Platz Winterwurf-Europacup (U23-Mannschaft)
- 2017: 4. Platz Winterwurf-Europacup (U23-Kugelstoßen)
- 2018: 1. Platz Winterwurf-Europacup (U23-Kugelstoßen)
- 2019: 1. Platz Winterwurf-Europacup (Mannschaft)
- 2019: 6. Platz Winterwurf-Europacup (Kugelstoßen)
- 2019: U23-Vizeeuropameisterin (Kugelstoßen)
- 2019: 6. Platz Militärweltspiele (Kugelstoßen)
- 2021: 10. Platz Halleneuropameisterschaften (Kugelstoßen)